# 斯蒂爾城 (內布拉斯加州)
斯蒂爾城（英語：Steele City）是位於美國內布拉斯加州傑佛遜縣的村。

## 人口
根據2020年美國人口普查的數據，斯蒂爾城的面積為0.60平方千米，皆為陸地。當地共有人口47人，而人口密度為每平方千米78人。